# 4204 Barsig
4204 Barsig (1985 JG1) là một tiểu hành tinh vành đai chính được phát hiện ngày 11 tháng 5 năm 1985 bởi Carolyn S. Shoemaker ở Palomar.